# Guerolito
Guerolito es un álbum remix del músico estadounidense Beck, lanzado en diciembre de 2005. El disco está formado por remezclas del álbum Guero, incluyendo los trece temas originales del álbum convertidos al hip hop y al dance y realizados por músicos consagrados por artistas como Air, Boards of Canada, Ad-Rock de Beastie Boys o John King de The Dust Brothers, además del tema "Clap Hands", incluido en la edición especial de Guero. El álbum alcanzó el puesto #191 en las listas del Billboard. A partir de julio de 2008, Guerolito ha vendido 76.000 copias solo en los Estados Unidos.

## Lista de canciones
Todas las canciones fueron escritas por Beck Hansen y The Dust Brothers, excepto donde se indique.
1. "Ghost Range" (Hansen, Dust Brothers, Beastie Boys) – 4:24
  - "E-Pro" remix por Homelife.
2. "Qué Onda Guero" – 2:29
  - Islands remix.
3. "Girl" – 3:53
  - Octet remix.
  - Lanzado originalmente en la edición especial CD/DVD de Guero.
4. "Heaven Hammer" (Hansen, Dust Brothers, Marcos Vinicius de Moraes, Carlos Eduardo Lyra) – 4:54
  - "Missing" remix por Air.
5. "Shake Shake Tambourine" (Hansen, Dust Brothers, Eugene Blacknell) – 3:37
  - "Black Tambourine" remix por Ad-Rock.
6. "Terremoto Tempo" (Hansen, Dust Brothers, Mark Adams, Steve Washington, Daniel Webster, Mark Hicks) – 3:47
  - "Earthquake Weather" remix por Mario C.
7. "Ghettochip Malfunction" – 2:39
  - "Hell Yes" remix por 8-Bit.
  - Originalmente lanzado en el EP Hell Yes.
8. "Broken Drum" (Hansen) – 5:36
  - Boards of Canada remix.
  - Lanzado originalmente en la edición especial CD/DVD de Guero.
9. "Scarecrow" – 4:37
  - El-P remix.
10. "Wish Coin" (Hansen, Dust Brothers, Jack White) – 3:44
  - "Go It Alone" remix por Diplo.
11. "Farewell Ride" (Hansen) – 4:51
  - Subtle remix.
12. "Rental Car" – 2:59
  - John King remix.
13. "Emergency Exit" – 3:18
  - Th' Corn Gangg remix.
14. "Clap Hands" – 3:19
  - Lanzado originalmente en la edición especial CD/DVD de Guero.

### Pistas adicionales en la edición de Reino Unido
1. "Fax Machine Anthem (Hell Yes)" – 3:07
  - Dizzee Rascal remix.
  - Lanzado originalmente en la edición especial CD/DVD de Guero.
2. "Qué Onda Guero" – 4:44
  - Nortec Collective remix.